# دی ۱۳۸۶
دی ۱۳۸۶، دهمین ماه سال ۱۳۸۶ هجری خورشیدی است.
آغاز آن شنبه، ۱ دی ۱۳۸۶ (۲۲ دسامبر ۲۰۰۷ میلادی) برابر ۱۱ ذی‌الحجه ۱۴۲۸ هجری قمری است.